# Пейде (волость)
Пейде (ест. Pöide vald) — волость в Естонії, у складі повіту Сааремаа. 

## Положення
Площа волості — 123,6 км², чисельність населення на 1 січня 2006 року становила 953 осіб. 
Адміністративний центр волості — село Пейде. До складу волості входять ще 29 сіл: Ардла (Ardla), Аре (Are), Веере (Veere), Вялта (Välta), Ірусте (Iruste), Кахутсі (Kahutsi), Какуна (Kakuna), Каніссааре (Kanissaare), Кесквере (Keskvere), Коігі (Koigi), Кирквере (Kõrkvere), Кярнері (Kärneri), Кибассааре (Kübassaare), Леісі (Leisi), Левала (Levala), Метсара (Metsara), Муі (Mui), Мурайа (Muraja), Неемі (Neemi), Нену (Nenu), Оті (Oti), Пука (Puka), Пиіде (Pöide), Реіна (Reina), Сундіметса (Sundimetsa), Таліла (Talila), Торнімяе (Tornimäe), Ула (Ula), Унгума (Unguma), Ууемиіса (Uuemõisa).

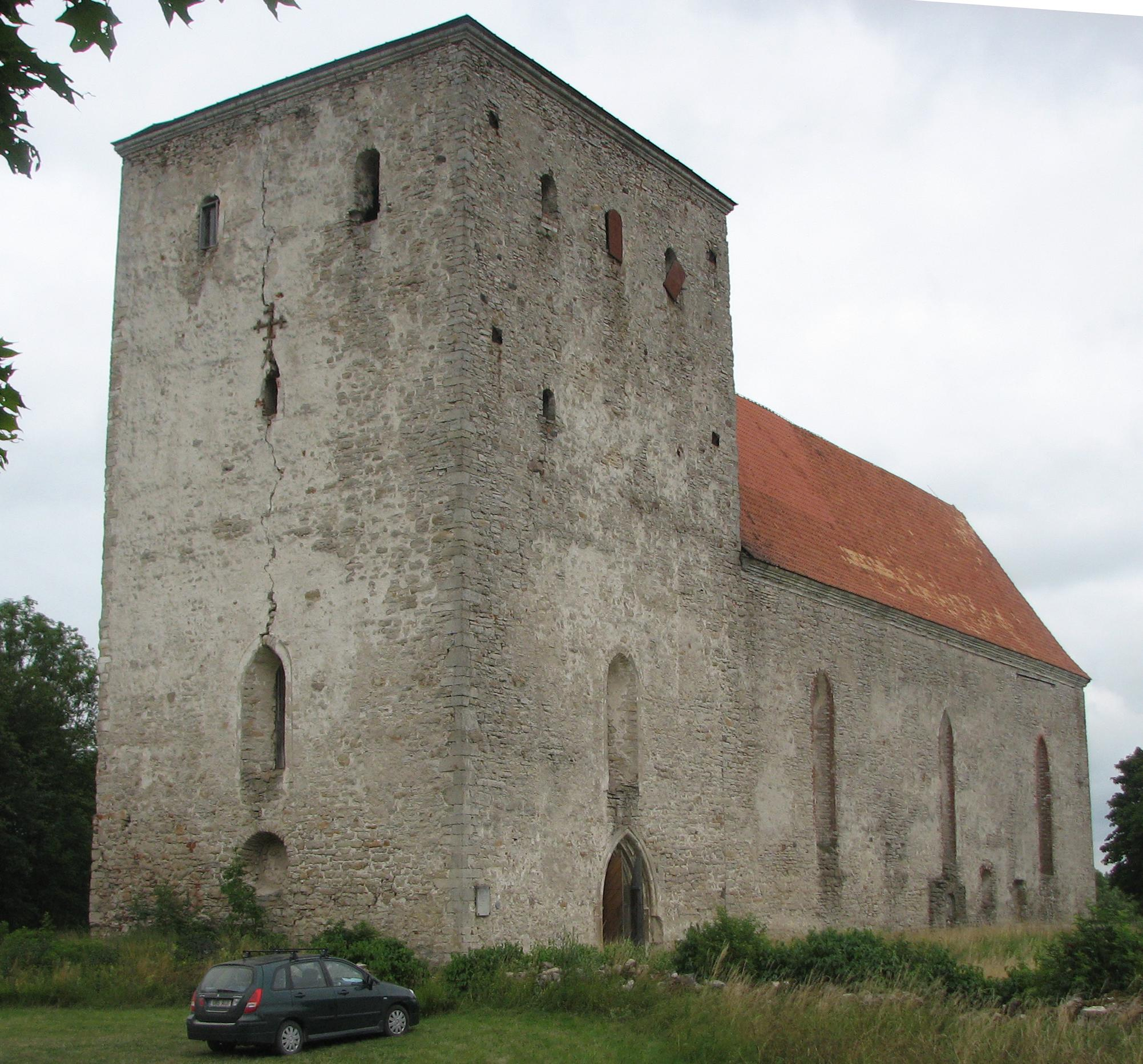
Церква в Пейде
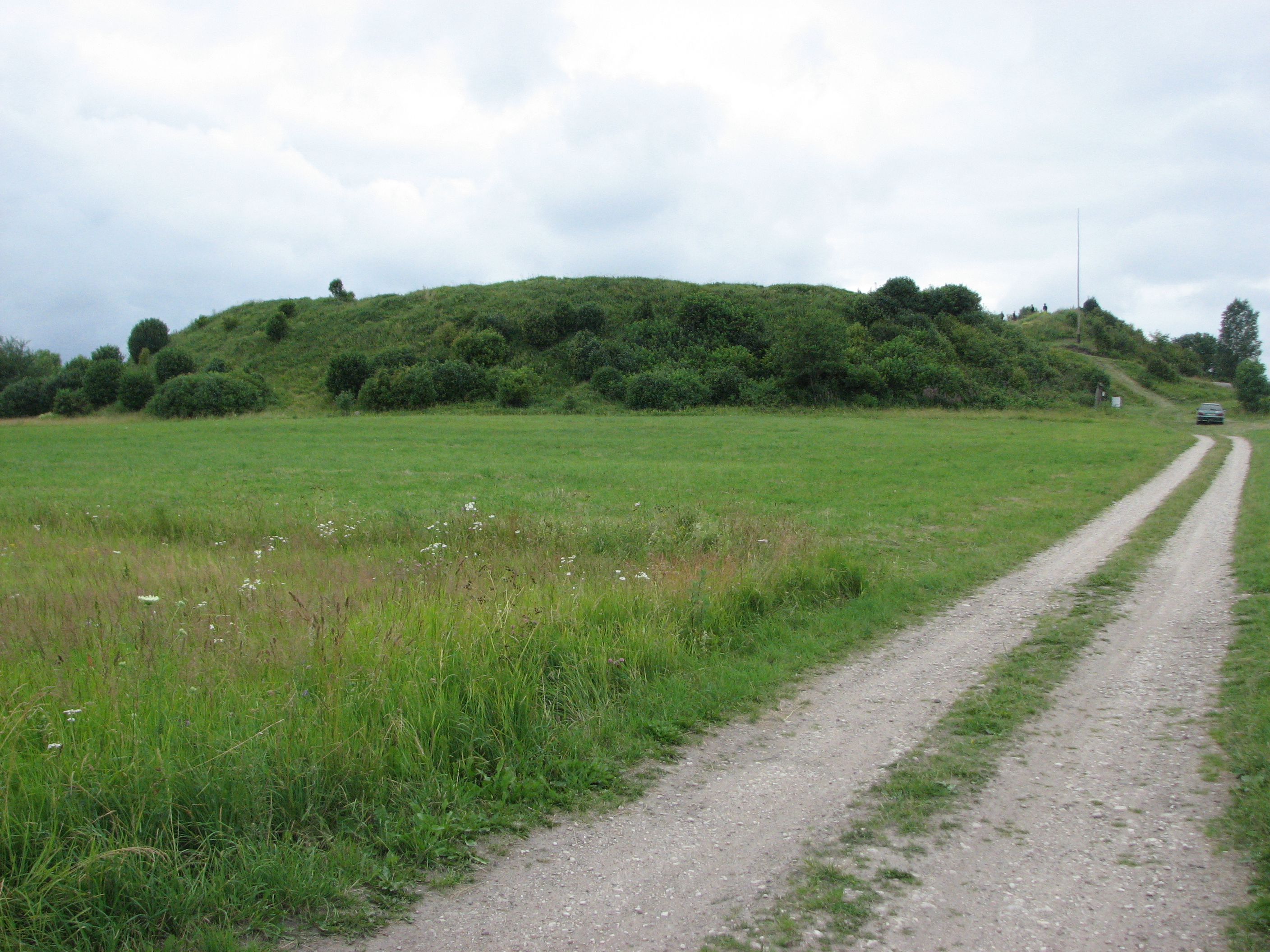
Городище Пейде